# (34623) 2000 US59
2000 US59 (asteroide 34623) é um asteroide da cintura principal. Possui uma excentricidade de 0.08380720 e uma inclinação de 11.18993º.
Este asteroide foi descoberto no dia 25 de outubro de 2000 por LINEAR em Socorro.